# Podmacharce (Gorczyca)
Podmacharce – część wsi Gorczyca, w Polsce, w województwie podlaskim, w powiecie augustowskim, w gminie Płaska.
Miejscowość leży na obszarze Puszczy Augustowskiej. 